# آستین براون
ناتانیل آستین براون (انگلیسی: Nathaniel Austin Brown؛ زاده ۲۲ نوامبر ۱۹۸۵) خواننده، ترانه‌سرا و تهیه‌کننده موسیقی آمریکایی است.

## اوایل زندگی
براون در ۲۲ نوامبر ۱۹۸۵ در تارزانا، کالیفرنیا، در خانوادۀ ناتانیل براون و ربی جکسون به‌دنیا آمد. او عضوی از خانوادۀ جکسون و تنها پسر خواننده، ربی جکسون و همسرش ناتانیل براون است. او دو خواهر بزرگ‌تر به نام‌های استیسی و یاشی دارد.

## منبع
1. ↑  «Austin Brown». Austin Brown (به انگلیسی). دریافت‌شده در ۲۰۲۳-۰۲-۲۸.